# Abraham z Baranowa

Herb Rawicz

Abraham z Baranowa herbu Rawicz (ur. początek XIV wieku, zm. między 1364 a 1368) – starosta lwowski, kasztelan lubelski i starosta lubelski. 
Właściciel Makocic i Baranowa, w którym w 1364 roku gościł króla Kazimierza III Wielkiego. Brał bezpośredni udział w walkach na Rusi. W 1352 roku objął urząd starosty lwowskiego, potem pełnił funkcje kasztelana lubelskiego i starosty lubelskiego (na ostatnim stanowisku zastąpił swojego krewnego Grota z Chrobrzan, który został kasztelanem zawichojskim).